# Paolo Rosola
Paolo Rosola (Gussago, 5 februari 1957) is een voormalig Italiaans wielrenner. Hij was een sterk sprinter, zowel op de piste als op de weg. Hij behaalde in totaal 12 etappe-zeges in de Ronde van Italië.

## Belangrijkste overwinningen
1981
- 2e etappe Giro d'Italia

1983
- 3e etappe Giro d'Italia
- 15e etappe Giro d'Italia
- 18e etappe Giro d'Italia

1984
- Milaan-Turijn
- 12e etappe Giro d'Italia

1985
- 9e etappe Giro d'Italia
- 18e etappe Giro d'Italia
- 8e etappe Ronde van Denemarken

1986
- 5e etappe A Siciliaanse Wielerweek
- 3e etappe Ronde van Zwitserland

1987
- 7e etappe Giro d'Italia
- 10e etappe Giro d'Italia
- 20e etappe Giro d'Italia
- 2e etappe Vuelta a España

1988
- 10e etappe Giro d'Italia
- 20e etappe Giro d'Italia
- 7e etappe Ronde van Denemarken

1989
- GP Kanton Aargau Gippingen
- 3e etappe Ruta del Sol

## Resultaten in voornaamste wedstrijden
| Jaar | Ronde van Italië | Ronde van Frankrijk | Ronde van Spanje |
| ---- | ---------------- | ------------------- | ---------------- |
| 1978 | 82e              |                     |                  |
| 1979 | 109e             |                     |                  |
| 1981 | 103e (1)         |                     |                  |
| 1982 | opgave           |                     |                  |
| 1983 | 111e (3)         |                     |                  |
| 1984 | 94e (1)          |                     |                  |
| 1985 | 129e (2)         |                     |                  |
| 1986 | 117e             |                     |                  |
| 1987 | 126e (3)         |                     | opgave (1)       |
| 1988 | 102e (2)         |                     |                  |
| 1989 | 127e             |                     |                  |
| 1990 | 139e             |                     |                  |

| Jaar | Milaan-San Remo | Parijs-Tours |  | Wereldranglijsten |
| ---- | --------------- | ------------ |  | ----------------- |
| 1978 |                 |              |  |                   |
| 1979 |                 |              |  |                   |
| 1981 |                 |              |  |                   |
| 1982 | 46e             |              |  |                   |
| 1983 |                 |              |  |                   |
| 1984 | 4e              |              |  |                   |
| 1985 |                 |              |  |                   |
| 1986 | 76e             |              |  |                   |
| 1987 | 23e             |              |  |                   |
| 1988 |                 |              |  |                   |
| 1989 |                 | 19e          |  | 49e (UWB)         |
| 1990 |                 |              |  |                   |